# Holodiscus dumosus
Holodiscus dumosus är en rosväxtart som först beskrevs av Thomas Nuttall, och fick sitt nu gällande namn av Heller. Holodiscus dumosus ingår i släktet vippspireor, och familjen rosväxter. Utöver nominatformen finns också underarten H. d. cedrorus.